# Atappa
Atappa är en ort i Mexiko.   Den ligger i kommunen Huejutla de Reyes och delstaten Hidalgo, i den sydöstra delen av landet, 190 km norr om huvudstaden Mexico City. Atappa ligger 411 meter över havet och antalet invånare är 289.
Terrängen runt Atappa är huvudsakligen kuperad, men åt sydväst är den bergig. Runt Atappa är det ganska tätbefolkat, med 248 invånare per kvadratkilometer. Närmaste större samhälle är Huejutla de Reyes, 12,4 km nordost om Atappa. I omgivningarna runt Atappa växer i huvudsak städsegrön lövskog.